# Javier Maté
Javier Maté Berzal, deportivamente conocido como Maté (Aldealengua de Santa María, Segovia, España, 17 de octubre de 1957) es un exjugador y entrenador de fútbol español. Debutó en la Primera División de España con el Real Madrid, aunque desarrolló la mayor parte de su carrera profesional en el Real Club Celta de Vigo, cuya portería defendió durante doce temporadas. Es el actual entrenador del Coruxo, equipo que milita en la Segunda División B española. 
Es el quinto jugador que más partidos oficiales ha jugado con el Real Club Celta de Vigo (noviembre de 2022).

## Trayectoria

### Como jugador
Javier Maté empezó su carrera en la SD Gimástica Arandina, en categoría regional. En 1975 ingresó en las categorías inferiores del Real Madrid. Jugó un año en el juvenil, y luego pasó al Castilla. La temporada 1978/79, cuando todavía pertenecía a la plantilla del filial, tuvo la oportunidad de dar el salto al primer equipo. Luis Molowny le hizo debutar en Primera División el 3 de junio de 1979, en un partido intrascendente para los blancos, que ya se habían proclamado campeones de liga. Aun así, el Bernabéu vivió una victoria de su equipo por 5-1 sobre el Racing de Santander.
Pocos días después volvió a ser convocado con motivo de la final de la Copa del Rey entre el Real Madrid y el Valencia CF, cubriendo la ausencia del lesionado Miguel Ángel. A falta de dos minutos para terminar el partido, y cuando los valencianistas dominaban el marcador por 1-0, Maté tuvo que reemplazar a Mariano García Remón, que se marchó cojeando del campo. En los escasos minutos que estuvo en el terreno de juego, el guardameta segoviano encajó un gol de Mario Kempes, que sentenció el título para los levantinos.
La presencia de García Remón y Miguel Ángel en el primer equipo y la pujanza de Agustín en el filial le daban pocas posibilidades de hacerse un hueco en la portería madridista, por lo que la siguiente temporada se marchó cedido a otro equipo de Primera, el Burgos CF. En el conjunto castellano fue suplente de Martín Gorospe, aunque tuvo la oportunidad de disputar 14 encuentros ligueros. A pesar de perder la categoría, siguió un año más con los burgaleses, disputando todos los partidos de liga. 
El verano de 1980 fichó por otro equipo de Segunda División, el Celta de Vigo, club en el que pasó las siguientes doce temporadas, hasta su retirada. Con el cuadro gallego alternó varias campañas en Segunda con algunas estancias en Primera, llegando a vivir hasta cuatro ascensos a la máxima categoría. Prácticamente siempre fue titular indiscutible, excepto sus dos primeras temporadas, en las que tuvo que disputarle la portería a Joan Capó, y la campaña 1985/86, en la que se perdió varios partidos por una grave lesión sufrida durante la pretemporada, en el Trofeo Ciudad de Vigo.
Entre las mejores campañas de su carrera se encuentra la temporada 1987/88, que el Celta finalizó en séptima posición, siendo Maté uno de los porteros más destacados del campeonato.
Sin embargo, la progresión de guardametas más jóvenes, como Patxi Villanueva o Santiago Cañizares, le relegó a tercer portero suplente en sus dos últimos años en activo, en los que no disputó ningún partido. Se retiró al finalizar la temporada 1992/93, con 36 años, siendo el futbolista más veterano de Primera División en ese momento, junto con José Ramón Alexanko.

### Como entrenador
Tras colgar los guantes, fue entrenador de porteros y secretario técnico del Real Club Celta de Vigo durante varios años.
La temporada 1998/99 fue el segundo de Fernando Castro Santos en el Sevilla FC, que esa temporada logró ascender de Segunda a Primera División. 
Regresó al Celta para ser entrenador en las distintas categorías inferiores de club celeste. Llegó a dirigir al filial la temporada 2003/04, logrando clasificarlo para la promoción de ascenso a Segunda División B.
La temporada 2007/08 se sentó en el banquillo del Coruxo CF, equipo gallego de la Tercera División. En su primera temporada, logró disputar la fase ascenso a Segunda División B, aunque fue eliminado en la promoción. No consiguió repetir el éxito la siguiente temporada, aunque conquistó la Copa Diputación, cuya final ya había perdido un año antes. La temporada 2009/10 fue relevado por Josiño Abalde.
Posteriormente ejerció como Coordinador General Deportivo en el Coruxo Fútbol Club en Vigo (Pontevedra) hasta el 28 de febrero de 2023, cuando volvió a los banquillos para ocupar el puesto de entrenador del mismo club.

## Selección nacional
Fue internacional juvenil (selección sub-18) con España.

## Clubes

### Como jugador
| Club                | País                | Año                 | Partidos | Goles Encajados |
| ------------------- | ------------------- | ------------------- | -------- | --------------- |
| Castilla CF         | España              | 1976-1979           | 13       | 14              |
| Real Madrid         | España              | 1978-1979           | 1        | 1               |
| Burgos CF           | España              | 1979-1981           | 50       | 73              |
| Celta de Vigo       | España              | 1981-1993           | 353      | 418             |
| Total en su carrera | Total en su carrera | Total en su carrera | 417      | 506             |

(Incluye partidos de 1ª, 2ª, Copa del Rey (desde la temporada 1987-88 a 1992-93) y Copa de la Liga)

### Como entrenador
| Club                    | País   | Año           |
| ----------------------- | ------ | ------------- |
| Celta de Vigo B         | España | 1996-1997     |
| Sevilla (2º Entrenador) | España | 1998-1999     |
| Celta de Vigo B         | España | 2003-2004     |
| Coruxo                  | España | 2007-2009     |
| Coruxo                  | España | 2023-presente |

## Palmarés

### Como jugador

#### Campeonatos nacionales
| Título                   | Club          | País   | Año       |
| ------------------------ | ------------- | ------ | --------- |
| Liga de Primera División | Real Madrid   | España | 1978-1979 |
| Liga de Segunda División | Celta de Vigo | España | 1981-1982 |
| Liga de Segunda División | Celta de Vigo | España | 1991-1992 |